# Micropholis melinoniana
Micropholis melinoniana là một loài thực vật có hoa trong họ Hồng xiêm. Loài này được Pierre mô tả khoa học đầu tiên năm 1891.